# Androctonus tropeai
Espèce
Androctonus tropeai est une espèce de scorpions de la famille des Buthidae.

## Distribution
Cette espèce est endémique du Pakistan.

## Étymologie
Cette espèce est nommée en l'honneur de Gioele Tropea.

## Publication originale
- Rossi, 2015 : « Tre nuove specie di importanza medica del genere Androctonus Ehrenberg, 1828 (Scorpiones: Buthidae). » Aracnida - Rivista Arachnologica Italiana, vol. 5, Supplemento, p. 2-20.